# 코로나 질량 방출

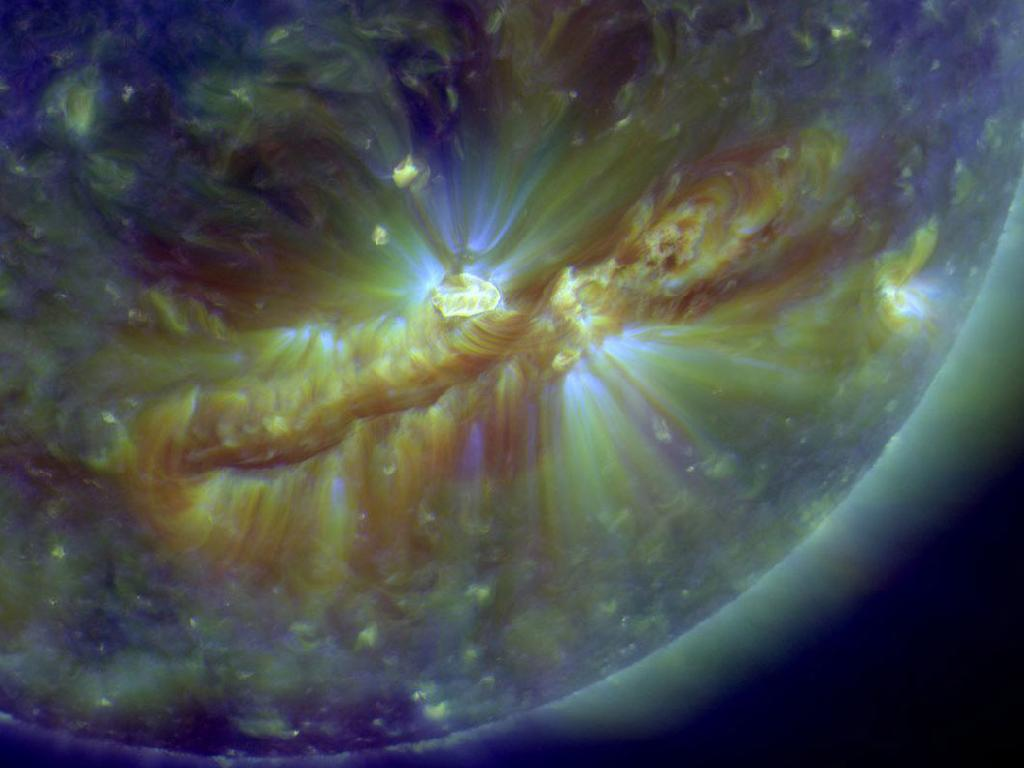

코로나 질량 방출(Coronal mass ejection, CME)은 대규모의 태양풍 폭발 현상으로, 가벼운 동위원소 플라스마를 포함하며, 자기장이 태양 코로나 위로 올라와서 우주 공간으로 뻗어지게 된다. 태양 플레어와 같은 다른 형태의 태양 활동과 종종 연관되는데 인과관계는 성립되지 않았다. 대부분의 질량 방출은 흑점 집단과 같은 태양 표면의 활성 구역에서 기인한다. 태양 극대기에는 태양은 하루 3번의 CME를 발생시키고, 태양 극소기에는 5일마다 한 번의 CME를 발생시킨다.
주로 전자와 양성자를 방출하지만 약간의 헬륨·산소·철 등도 포함되어 있다.
방출된 입자가 지구에 접근하면, 지구의 자기권을 교란하는데, 태양 방면의 자기권은 압축되며, 반대 방면의 자기권은 길게 늘어진다. 자기권이 태양 반대편에서 재결합하면, 엄청난 양의 전기가 발생하며 이 전기는 지구의 상부 대기로 쏟아진다. 이 과정은 강한 오로라를 형성한다. 태양플레어와 함께, 코로나 질량 방출은 전파를 교란하며, 정전을 유발하며, 인공 위성 및 전력송신에 피해를 입힐 수 있다.

## 같이 보기
- 태양 플레어
- 지자기폭풍